# Lhospitalet
Lhospitalet korábbi község Franciaországban, Lot megyében. Lakosainak száma 499 fő (2022. január 1.). Lhospitalet Fontanes, Labastide-Marnhac és Le Montat községekkel határos.
2025. január 1-jén Pern korábbi községgel egyesült és az így létrejött Pern-Lhospitalet új község része lett.

## Népesség
A település népességének változása:
| Lakosok száma | 241  | 272  | 299  | 441  | 458  | 470  | 496  | 500  | 502  | 499  |
|               | 1968 | 1982 | 1990 | 2006 | 2013 | 2015 | 2017 | 2019 | 2020 | 2022 |